# Google Finance
Google Finance est un service en ligne publié par Google en 2006. Il permet de suivre le cours d'actions et de devises.